# Ares I-X
Ares I-X va ser el primer vol de prova i prototip del projecte Ares I de vehicles de llançament tripulats que va ser desenvolupat per la NASA. l'Ares I-X va ser llançat amb èxit el 28 d'octubre del 2009. El cost del projecte va ser de 445 milions de dòlars.
La nau espacial Ares I-X, utilitzada en el vol de prova, és similar en la forma, el pes i la mida a la configuració que hi havia planejada per a les posteriors naus Ares I, però el maquinari informàtic intern era molt diferent. Les naus espacials Ares I tenien com a objectiu llançar les naus espacials Orion que ja seran tripulades. Junt amb el sistema de llançament Ares V i el destinat a la lluna Altair, l'Ares I i l'Orion van ser part del Projecte Constel·lació de la NASA, amb l'objectiu de desenvolupar naus espacials tripulades per al moment que, com estava previst, l'any 2011 després de la retirada de la flota del Transbordador Espacial.

## Configuració
Dades de la secció: AIAA
- Primera etapa: funcional, quatre segments del coet accelerador sòlid reutilitzables amb un cinquè segment de prova.
- Segona etapa: de prova (futura etapa superior, motor J-2X)
- Tercera etapa: de prova (futur paquet d'instruments)
- Quarta etapa: maqueta de l'Orion amb sistema d'avortament a l'enlairament (LES)

El pes del coet és de 816.466 kg.

## Objectius de la prova
El Ares I-X és el primer vol de prova del vehicle Ares I. Els objectius de la prova inclouen:
- Demostrar del control d'un vehicle similar usant algorismes de control similars als usats per l'Ares I.
- Realitzar un esdeveniment de separació d'etapes, en vol, d'una etapa similar a la primera de l'Ares I i una etapa superior de prova.
- Demostrar l'assemblatge i recuperació d'una primera etapa tipus Ares I en el Kennedy Space Center (KSC).
- Demostrar la seqüència de separació de la primera etapa, mesurament de la dinàmica de l'entrada atmosfèrica, i rendiment del paracaigudes.
- Caracteritzar la magnitud integrada del parell de torsió del vehicle durant el vol de la primera etapa.

A més el vol té diversos objectius secundaris, que inclouen:
- Quantificar l'efectivitat dels motors de frenat de l'accelerador de la primera etapa.
- Caracteritzar els entorns induïts i les càrregues en el vehicle durant l'ascens.
- Demostrar un procediment per determinar la posició del vehicle per orientar el sistema de control de vol.
- Caracteritzar les càrregues induïdes sobre el vehicle de prova mentre està en la plataforma d'enlairament.
- Avaluar el rendiment dels línies elèctriques de la primera etapa.

El perfil de vol del Ares I-X (Figura X) s'aproxima bastant a les condicions de vol que l'Ares I experimenta passant Mach 4.5, a una altitud d'uns 39.600 m (130.000 peus) i amb una pressió dinàmica màxima («Max Q») d'aproximadament 38,3 quilo-pascals (800 lliures per peu quadrat).

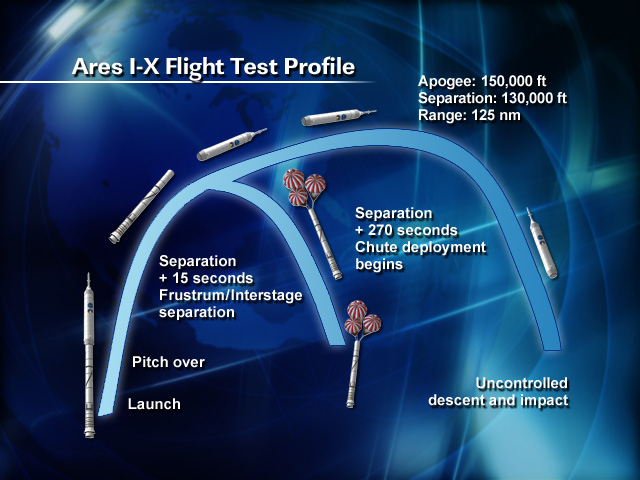
El coet es divideix en diferents parts durant diferents instants del llançament.

Figura X: El perfil de vol de l'Ares I-X s'assembla al dels vols sense tripulació del Saturn I de la dècada del 1960, que van comprovar el concepte de propulsió del Saturn.
Mentre el vehicle vola i se separa la primera etapa, el vol de prova a més verifica el rendiment i la dinàmica del coet accelerador sòlid en una disposició de «pal únic», que és diferent que la configuració anterior de doble coet accelerador sòlid amb el tanc extern en el costat del transbordador espacial.